# Веселка
Веселка је старо словенско женско лично име. Води порекло од речи „весеље“, а у Србији и Републици Српској је изведено од имена Веселин. У Хрватској је ово име изведено од имена Весела и много је присутније међу Хрватима него међу Србима и током двадесетог века је било популарно све до седамдесетих година, нарочито у Загребу, Сплиту и Ријеци. У Словенији је ово изведено име од имена Весел или Веселко и у овој земљи је 2007. било на 773. месту по популарности.